# Oligia rufo-aethiops
Oligia rufo-aethiops là một loài bướm đêm trong họ Noctuidae.